# Familia Spencer
Familia Spencer este una din familiile aristocrate proeminente britanice. Cei enumerați mai jos sunt membrii familiei Spencer, descendenți pe linie masculină dintr-un anume Henry Spencer (mort c. 1478), strămoș pe linie masculină al conților de Sunderland, mai târziu al ducelui de Marlborough, contelui Spencer și al Dianei, Prințesă de Wales, mai târziu Prințesă de Wales (după căsătoria ei cu Charles, Prinț de Wales în 1981).

## Membrii familiei

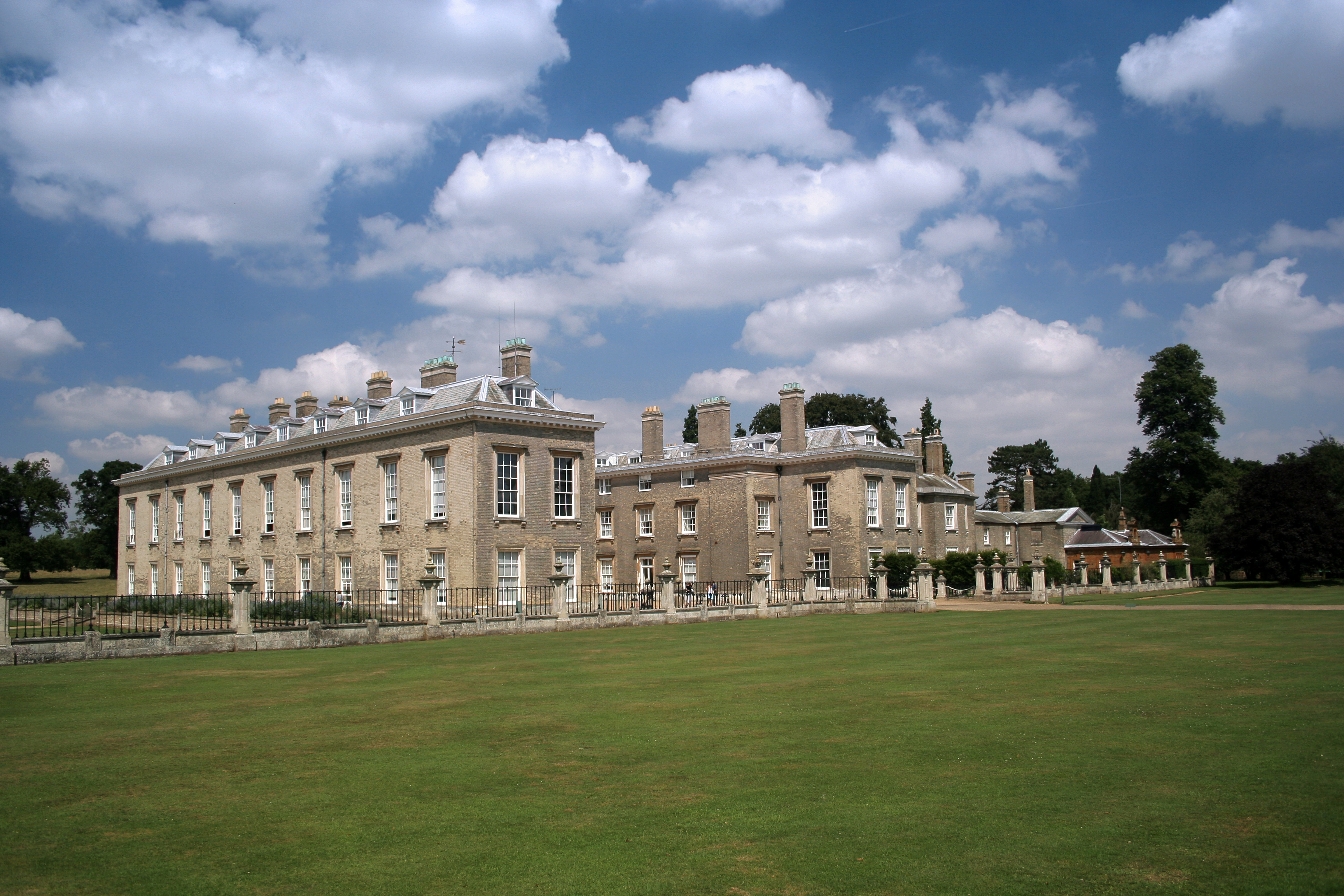
Althorp, reședința familiei Spencer timp de 500 de ani

### Conți de Sunderland
- Henry Spencer, primul conte de Sunderland (1620–1643), regalist din Războiul Civil Englez
- Robert Spencer, al 2-lea conte de Sunderland (1640–1702), politician
- Charles Spencer, al 3-lea conte de Sunderland (1675–1722), politician
- Robert Spencer, al 4-lea conte de Sunderland (1701–1729) (fratele mai mare al celui de al 3-lea duce)

### Duci de Marlborough
- Charles Spencer, al 3-lea Duce de Marlborough (1706–1758), general și politician, al doilea fiu al celui de-al 3-lea conte de Sunderland
- George Spencer, al 4-lea Duce de Marlborough (1739–1817), politician
- George Spencer-Churchill, al 5-lea Duce de Marlborough (1766–1840), și-a schimbat numele în "Spencer-Churchill".  Descendenții lui, cu numele Spencer-Churchill includ toți Ducii de Marlborough și descendenții lor, inclusiv politicienii Lord Randolph Churchill și Winston Churchill.

### Conți Spencer

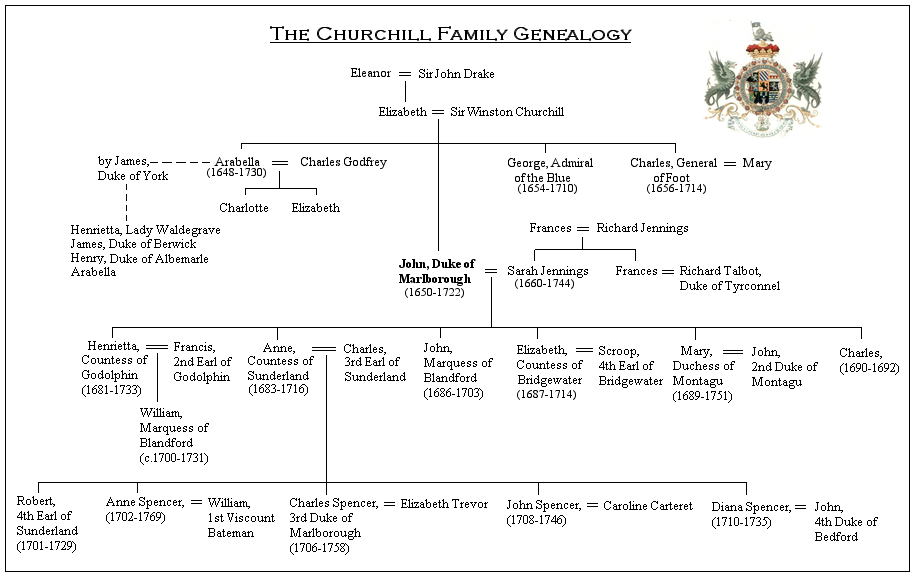
Genealogia Ducelui de Marlborough. Pentru a evidenţia descendenţa lor din John Churchill, primulul Duce de Marlborough familia Spencer a adoptat numele de familie Churchill în secolul al XVIII-lea. Neavând moştenitor pe linie masculină, Henrietta a devenit Henrietta Godolphin, Ducesă de Marlborough. La moartea ei în 1733, fiul Annei Churchill Charles a devenit Charles Spencer, al III-lea Duce de Marlborough.

- John Spencer, primul conte Spencer (1734–1783), nepotul celui de al 3-lea conte de Sunderland prin cel mai mic fiu
- George John Spencer, al 2-lea conte Spencer (1758–1834), politician
- John Charles Spencer, al 3-lea conte Spencer (1782–1845), cunoscut ca Lord Althorp, politician
- Frederick Spencer, al 4-lea conte Spencer (1798–1857)
- John Poyntz Spencer, al 5-lea conte Spencer (1835–1910), politician
- Charles Robert Spencer, al 6-lea conte Spencer (1857–1922)
- Albert Edward John Spencer, al 7-lea conte Spencer (1892–1975)
- John Spencer, al 8-lea conte Spencer (1924–1992), tatăl Dianei, Prințesă de Wales
- Charles Edward Maurice Spencer, al 9-lea conte Spencer (n.1964), fratele Dianei, Prințesă de Wales

### Alții
- Baronii Churchill și Viconții Churchill, care descind din fiul mai mic al celui de-al 4-lea Duce de Marlborough, incluzând
  - Francis Spencer, primul Baron Churchill
  - Victor Spencer, primul Viconte Churchill
- George (Ignatius) Spencer (Fr.Ignatius de St Paul) (1799–1864)
- Diana, Prințesă de Wales (1961–1997) (Anterior Lady Diana Frances Spencer)
- Lady Sarah McCorquodale (născută Spencer) (născută în 1955), sora Dianei
- Jane Fellowes, Baroană Fellowes|Lady Jane Fellowes (născută în 1957), sora Dianei
- Georgiana, Ducesă de Devonshire (1757–1806)

## Descendenții Non-Spencer ai familiei
Următoarele persoane nu sunt din familia Spencer, dar descind și ei din același Henry Spencer prin intermediul uneia sau mai multor linii de descendență.
- Louis Auchincloss (n. 1917) -  (romancier)
- George H.W. Bush (născut în 1924) -  Președinte al SUA
- George W. Bush (născut în 1946) - Președinte al SUA
- John Calvin Coolidge Jr (1872–1933) - Președinte al SUA
- Charles Darwin (1809–1882) - autor al cărții Originea speciilor
- Sir Alec Douglas-Home - (Prim Ministru)
- John Dryden - (1631–1700) - (poet)
- Antonia Fraser (născuta în 1932) -  autor
- Robert Goddard (1882–1945) - (specialist în rachete)
- Speedy West (1924-2003)- (în lista celor faimoase vedete rock a tuturor timpurilor)
- Warren G. Harding (1865–1923) - Președinte al SUA
- Dubose Heyward (1885–1940) - autor al cărții Porgy și Bess
- Oliver Wendell Holmes (1841–1935)
- Lady Caroline Lamb (1785–1828) - romanciră, metresă a Lordului Byron
- Gavin Maxwell (1914–1969) -  naturalist, autor a The Ring of Bright Water
- Rev. James Noyes (1608–1656) -  puritan, autor a: A Catechism for Children, The Temple Measured și Moses and Aaron
- Rev. Robert Parker (1550–1614) -
- Franklin Delano Roosevelt (1882–1945) (Președinte al SUA) - descendant al familiei Spencer prin ambii părinți
- Jonathan Swift (1667–1745) - autor al Gulliver's Travels
- Elisabeta a II-a a Regatului Unit (1926-2022) -  regină
- George Washington (1732 - 1799) - Președinte al SUA

### Căsătoriile din familie
- Sir Anthony Eden (prim-ministru). Căsătorit cu nepoata prim-ministrului Winston Churchill.
- Charles, Prinț de Wales. Căsătorit cu Lady Diana Spencer, fiica celui de-al 8-lea Conte Spencer.